# Бельдяжки
Бельдяжки — село в Кромском районе Орловской области России. Центр Бельдяжского сельского поселения. 

Глава Бельдяжского сельского поселения — Галина Петровна Рожнова.

## Название
Название села произошло от фамилии её владельцев:

Если в таком селении проживали родственники, да с одинаковой фамилией, народ именовал деревню по фамильному прозвищу множественного числа. Например, деревня Шеховцовых еще в XVI веке стала зваться, а затем попала в документы как Шаховцы. <...> Того же ряда — кромская деревня Бельдяжки. В XVI веке её помещиками были Билдины, они же Бильдины и Бельдины. В конце XVII века деревня уже была записана как Билдяшки, ныне — как Бельдяжки.— Ашихмина Е. Н.

## Физико-географическая характеристика
Село расположено на реке Тишинке, в 2 км от автодороги М2 «Крым».
Климат умеренно континентальный. За год выпадает умеренное количество осадков — в среднем от 490 до 590 мм. Распределение осадков по территории области связано с циркуляцией воздушных масс. Среднегодовая сумма осадков — 571 мм. В среднем относительная влажность воздуха однородна и зависит от господствующей воздушной массы. Среднегодовая относительная влажность равна 79%.

В юрских глинах близ села залежи сферосидерита, а выше в меловых песках два пласта богатого фосфорита; все покрыто сверху белыми мелоподобными мергелями.

## Инфраструктура
В селе есть дом культуры (с 1980), фельдшерско-акушерский пункт (с 1974), библиотека (с 1980), спортзал, отделение почты. 

Работает Бельдяжская начальная общеобразовательная школа (с 1980) с дошкольной группой.

## Памятники и памятные места
- Братская могила советских воинов (1943)[9][10].
- Памятник воинам-односельчанам, павшим в боях за Родину на фронтах Великой Отечественной войны в 1941—1945 годах.
- Памятный знак воинам 23-й стрелковой дивизии «Поле солдатской славы» (рядом с автодорогой Кромы — Дмитровск, к северо-западу от села).